# Gretesch
Gretesch è una frazione della città di Osnabrück, nel land della Bassa Sassonia, in Germania. Insieme a Darum e Lüstringen, costituisce uno degli Stadtteil di Osnabrück.

## Storia
Già comune autonomo, fu soppresso e incorporato a Osnabrück il 1º luglio 1972.